# アストリッド・リンドグレーン
アストリッド・アンナ・エミリア・リンドグレーン（Astrid Anna Emilia Lindgren、スウェーデン語: [ˈǎsːtrɪd ˈlɪ̌ŋːɡreːn] ( 音声ファイル); 旧姓: エリクソン Ericsson; 1907年11月14日 - 2002年1月28日）は、スウェーデンのフィクション作家、児童書編集者、映画脚本家であった。長くつ下のピッピ、レンネビリヤのエーミル、やねのうえのカールソン、やかまし村の子どもたち、さわぎや通りのロッタが登場する児童書シリーズや、子ども向けファンタジー小説『ミオよ わたしのミオ』、『山賊のむすめローニャ』、『はるかな国の兄弟』で最もよく知られている。リンドグレーンはストックホルムにある出版社ラベン&シェーグレンの児童文学編集委員会に従事した。
リンドグレーンの著書は、世界の70か国語以上に翻訳され、100以上の国で出版されている。2017年の集計では、リンドグレーンは世界で18番目に多くの言語に翻訳された作家であり、子ども向けの作家としてはイーニッド・ブライトン、ハンス・クリスチャン・アンデルセン、グリム兄弟に付いで4番目である。リンドグレーンの作品はこれまで全世界で1億6500万冊が売れている。1994年、リンドグレーンは「子どもの権利と個性の尊重に捧げたユニークな作家性」が評価され、ライト・ライブリフッド賞を受賞した。

## 解説

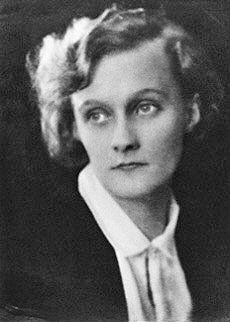
リンドグレーン（1924年）

スウェーデンの南東部のヴィンメルビューで4人兄弟の長女として生まれた。田園地帯の小さな牧場で家族と共に過ごした幸福な子供時代の経験が作品の下敷きになっている。10代の時、晩年のエレン・ケイに会い、影響を受けたという。その後、教師や事務員をする傍ら執筆活動を始め、1945年、『長くつ下のピッピ』（Pippi Långstrump）を執筆、これが彼女の世界的な名声の出発点となった。もともとこれは、彼女の小さかった娘カーリンのために考え出されたものだという。
リンドグレーンは子どもの権利や動物の権利の擁護者としても知られ、あらゆる虐待に反対の立場を表明している。1993年、ライト・ライブリフッド財団（1980年にヤーコプ・フォン・ユクスキュルが創設）から、財団賞を受けた。1958年には青少年のための文学作品に与えられる国際アンデルセン賞も受賞している。
リンドグレーンの作品は、スウェーデンの豊かな自然に囲まれた子供達の姿を描いたものから、少年探偵が活躍する推理もの、幻想的なファンタジーなど幅広く、『長くつ下のピッピ』『やかまし村の子どもたち』『ロッタちゃん』などはテレビ・映画化もされている。
2002年に、スウェーデン政府がリンドグレーンを記念して、児童青少年文学賞である「アストリッド・リンドグレーン記念文学賞」を創設した。2005年に絵本作家・荒井良二が日本人初の受賞となった。
『長くつ下のピッピ』シリーズは全世界で1億3000万部以上を売った。
「やかまし村」はイェータランド・スモーランド地方の様子を基にしたものであるという。
スモーランド地方の町ヴィンメルビューには、リンドグレーンが生まれ育った1900年代初頭の村を再現したテーマパーク「アストリッド・リンドグレーン・ワールド（Astrid Lindgren Värld）がある。

## リンドグレーンの作品

### キャラクター

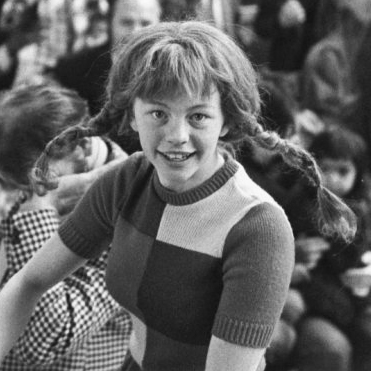
長くつ下のピッピ（インゲル・ニルソン）

- 長くつ下のピッピ（1945年に創作。3つの小説、1つの短編小説、9つの絵本に登場）
- カッレ・ブロムクヴィスト（1946年。3つの小説）
- やかまし村の子どもたち（1947年。3つの小説、3つの絵本）
- 親指こぞうニルス・カールソン（スウェーデン語版）（1949年。1つの短編小説、1つの絵本）
- カティ（スウェーデン語版）（1949年 - 1950年、3つの小説）
- カイサ・カヴァート（スウェーデン語版）（1950年、1つの短編小説、1つの絵本）
- ミオ（1954年。1つの小説）
- やねの上のカールソン（英語版）（1955年。3つの小説）
- さすらいの孤児ラスムス（英語版）（1956年。1つの小説）
- さわぎや通りのロッタ（1956年。2つの小説、3つの絵本）
- ラスムス・ペーション（英語版）（1960年。1つの小説）
- マディケン（1960年。2つの小説、2つの短編小説、1つの絵本）
- レンネビリヤのエーミル（1963年。3つの小説、3つの短編小説、4つの絵本）
- チョルベン（1964年。1つの小説、1つの絵本）
- はるかな国の兄弟（英語版）（1973年、1つの小説）
- 山賊のむすめローニャ（1981年。1つの小説）

### シリーズ作品
- 長くつ下のピッピ（Pippi Långstrump）シリーズ 1945年開始
  - 長くつ下のピッピ
  - ピッピ 船にのる
  - ピッピ 南の島へ
- やかまし村の子どもたち（Alla vi barn i Bullerbyn）シリーズ 1947年開始
  - やかまし村の子どもたち
  - やかまし村の春・夏・秋・冬
  - やかまし村はいつもにぎやか
  - やかまし村のクリスマス（絵本）
  - やかまし村の春（絵本）
  - やかましむらのこどもの日（絵本）
- やねの上のカールソン（Lillebror och Karlsson på taket）シリーズ 1949年開始
  - やねの上のカールソン（英語版）
  - やねの上のカールソン とびまわる
  - やねの上のカールソンだいかつやく
- 名探偵カッレくん（Mästerdetektiven Blomkvist）シリーズ 1946年開始
  - 名探偵カッレくん
  - カッレくんの冒険（英語版）
  - 名探偵カッレとスパイ団（英語版）
- ロッタちゃん（Lotta på Bråkmakargatan）シリーズ[7] 1958年開始
  - ちいさいロッタちゃん（スウェーデン語版）
  - ロッタちゃんのひっこし（スウェーデン語版）
  - ロッタちゃんとじてんしゃ（スウェーデン語版）（絵本）
  - ロッタちゃんとクリスマスツリー（絵本）
  - ロッタのひみつのおくりもの（絵本）
  - ロッタちゃんの日記ちょう
- おもしろ荘の子どもたち（Madicken） シリーズ 1960年開始
  - おもしろ荘の子どもたち
  - 川のほとりのおもしろ荘（スウェーデン語版）
  - 雪の森のリサベット（絵本）
- エーミル（Emil i Lönneberga）シリーズ 1963年開始

### 独立ストーリー
- ミオよ わたしのミオ（Mio min Mio）1954年 - 映画『ミオとミラミス 勇者の剣』原作
- さすらいの孤児ラスムス（Rasmus på luffen）1956年
- 小さいきょうだい－四つのものがたり（Sunnanäng）［短編集］1959年
  - 小さいきょうだい
  - ボダイジュがかなでるとき
  - カペラのひつじ
  - 公子エーカのニルス
- わたしたちの島で（Vi på Saltkråkan）1964年
- はるかな国の兄弟（Bröderna Lejonhjärta）1973年
- 山賊のむすめローニャ（Ronja rövardotter）1981年

### 岩波書店版 リンドグレーン作品集
尾崎義・大塚勇三・石井登志子 訳
1. 長くつ下のピッピ（1964年）
2. ピッピ船にのる（1965年）
3. ピッピ南の島へ（1965年）
4. やかまし村の子どもたち（1965年）
5. やかまし村の春・夏・秋・冬（1965年）
6. やかまし村はいつもにぎやか（1965年）
7. やねの上のカールソン（1965年）
8. 名探偵カッレ君（1965年）
9. カッレ君の冒険（1965年）
10. 名探偵カッレとスパイ団（1965年）
11. さすらいの孤児ラスムス（1965年）
12. ラスムスくん英雄になる（1965年）
13. ミオよ、わたしのミオ（1967年）
14. 小さいきょうだい（1969年）
15. わたしたちの島で（1970年）
16. 親指こぞうニルス・カールソン（1974年）
17. やねの上のカールソンとびまわる（1975年）
18. はるかな国の兄弟（1976年）
19. 山賊のむすめローニャ（1982年）
20. おもしろ荘の子どもたち（1987年）
21. 川のほとりのおもしろ荘（1988年）
22. やねの上のカールソンだいかつやく（2007年）
23. カイサとおばあちゃん（2008年）

なお、『長くつ下のピッピ』『やかまし村』『名探偵カッレ君』各シリーズ同様、『やねの上のカールソン』も3部作であるが、3作目「やねの上のカールソンだいかつやく」のみ2007年まで日本語訳が刊行されなかった（「―とびまわる」の後書きに、翻訳者によって3作目のあらすじが紹介されている）。『小さいきょうだい』『親指こぞうニルス・カールソン』『カイサとおばあちゃん』は短編集。

### 岩波書店版 リンドグレーン・コレクション
菱木晃子と石井登志子による改訳版。
1. 長くつ下のピッピ（2018年）
2. ピッピ 船にのる（2018年）
3. ピッピ 南の島へ（2019年）
4. やかまし村の子どもたち（2019年）
5. 名探偵カッレ 城跡の謎（2019年）
6. やかまし村の春夏秋冬（2019年）
7. 名探偵カッレ 地主館の罠（2020年）
8. やかまし村はいつもにぎやか（2020年）
9. 名探偵カッレ 危険な夏の島（2020年）

### その他
- アストリッド・リンドグレーン　愛蔵版アルバム　ヤコブ・フォシェッル監修、石井登志子訳（岩波書店、2007年）
- 暴力は絶対だめ！　石井登志子訳（岩波書店、2015年）
- リンドグレーンと少女サラ　秘密の往復書簡（サラ・シュワルト共著）石井登志子訳（岩波書店、2015年）
- リンドグレーンの戦争日記　1939－1945　石井登志子訳（岩波書店、2017年）

## 写真絵本『エヴァ、ノリコさんに会う』
1956年に、スウェーデンの女性写真家、アンナ・リヴキン= ブリック（Anna Riwkin-Brick）が出版した子供向けのお話付きの写真集シリーズのうち、9冊のテキストを、その出版社の編集者であったリンドグレーンが担当した。このシリーズの最初が日本で撮影された『Eva möter Noriko-san』という一冊であり、スウェーデンのエヴァという少女がノリコという日本の少女を訪ねる設定で日本の文化を紹介した。内容自体は、戦後ながら着物姿で生活し、菖蒲風呂に入り、お神輿を担ぎ、雛人形を飾るといった、外国人向けの現実離れしたストーリーだったが、スウェーデンよりもイスラエルで人気を得、ヘブライ語版は28版を重ねた。幼い頃に愛読者だったイスラエル人の映画監督が、モデルとなった少女たちを追うドキュメンタリーを制作しはじめ、スウェーデンで医師となっていたエヴァを見つけ、2013年にはノリコを探すために来日した。